# 埃迪·里肯巴克
埃迪·里肯巴克（英語：Edward Vernon Rickenbacker，1890年10月8日—1973年7月23日）第一次世界大战中的美国战斗机飞行员，荣誉勋章获得者。凭借26次空战胜利，他成为战争中最成功、获得最多荣誉的美国王牌飞行员。他还是一名赛车手、汽车设计师以及东方航空公司的长期负责人。